# Sclerurus rufigularis
A Sclerurus rufigularis a madarak (Aves) osztályának verébalakúak (Passeriformes) rendjébe és a fazekasmadár-félék (Furnariidae) családjába tartozó faj.

## Rendszerezés
A fajt, August von Pelzeln osztrák ornitológus írta le 1868-ban.

## Alfajai
- Sclerurus rufigularis brunnescens Todd, 1948
- Sclerurus rufigularis fulvigularis Todd, 1920
- Sclerurus rufigularis furfurosus Todd, 1948
- Sclerurus rufigularis rufigularis Pelzeln, 1868[2]

## Előfordulása
Bolívia, Brazília, Ecuador, Francia Guyana, Guyana, Kolumbia, Peru, Suriname és Venezuela területén honos. A természetes élőhelye szubtrópusi és trópusi síkvidéki és hegyi esőerdők.

## Megjelenése
Átlagos testhossza 16 centiméter, testtömege 19-25 gramm.

## Életmódja
Gerinctelenekkel táplálkozik.

## Külső hivatkozások
- Képek az interneten a fajról
- Internet Bird Collection - videók a fajról
- Oiseaux.net - elterjedési területe